# Brehima Traoré
Bréhima Traoré (ur. 23 sierpnia 1973) – malijski piłkarz grający na pozycji pomocnika. W swojej karierze rozegrał 27 meczów i strzelił 8 goli w reprezentacji Mali.

## Kariera klubowa
Swoją karierę piłkarską Traoré rozpoczął w klubie AS Mandé. W sezonie 1993/1994 zadebiutował w jego barwach w pierwszej lidze malijskiej. W 1997 przeszedł do Stade Malien, z którym w sezonie 1998/1999 zdobył Puchar Mali.
W 2000 roku Traoré przeszedł do Djoliba AC, w którym grał do końca swojej kariery, czyli do 2009 roku. Z Djoliba AC wywalczył trzy mistrzostwa Mali w sezonach 2004, 2007/2008 i 2008/2009, pięć wicemistrzostw Mali w sezonach 2000/2001, 2002, 2002/2003, 2005/2006 i 2007 oraz zdobył pięć Pucharów Mali w latach 2003, 2004, 2007, 2008 i 2009.

## Kariera reprezentacyjna
W reprezentacji Mali Traoré zadebiutował 5 stycznia 1994 w zremisowanym 1:1 towarzyskim meczu z Burkiną Faso, rozegranym w Bamako. W 1994 roku został powołany do kadry na Puchar Narodów Afryki 1994. Na tym turnieju zagrał w czterech meczach: grupowym z Tunezją (2:0), w ćwierćfinale z Egiptem (1:0), w półfinale z Zambią (0:4) i o 3. miejsce z Wybrzeżem Kości Słoniowej (1:3). Od 1994 do 2004 rozegrał w kadrze narodowej 27 meczów i strzelił 8 goli.